# 瓜德羅普足球代表隊
瓜德羅普足球代表隊是法國海外省瓜德羅普的官方男子足球代表隊，由瓜德羅普足球協會（Ligue Guadeloupéenne de Football）管理，屬於法國足球總會的地區分支。雖然瓜德羅普屬於法國的一部分，但並非國際足協成員國。現時是CONCACAF成員國之一。瓜德羅普出產多名優質球員，部分球員並且入選法國國家足球隊，包括杜林、韋托特、亨利及沙夏。
瓜德羅普以CONCACAF成員國身份參加2007年美洲金盃，前法國國腳若瑟林·安高馬亦獲代表瓜德羅普參加。瓜德羅普在賽事中表現突出，先後意外地擊敗加拿大及宏都拉斯，最終在準決賽階段敗於墨西哥。

## 美洲金盃成績
- 1991年 至 1996年 - 外圍賽出局
- 1998年 - 沒有參加
- 2000年 至 2005年 - 外圍賽出局
- 2007年 - 殿軍
- 2009年 - 八強
- 2011年 - 小組賽
- 2013年 至 2019年 - 外圍賽出局
- 2021年 - 小組賽
- 2023年 - 小組賽

## 著名球員

### 瓜德羅普足球代表隊成員
- 若瑟林·安高馬（Jocelyn Angloma）

### 代表法國國家足球隊的著名瓜德羅普裔球員
- 亨利（Thierry Henry）
- 沙夏（Louis Saha）
- 占邦達（Pascal Chimbonda）
- 利利安·圖拉姆（Lilian Thuram）
- 加拿斯（William Gallas）
- 基斯坦禾（Philippe Christanval）
- 韋托特（Sylvain Wiltord）
- 施維斯達（Mickaël Silvestre）

1. ↑  Elo rankings change compared to one year ago. . eloratings.net. 2025年3月7日  [2025年3月7日].